# Wasserturm am Bahnhof Genthin

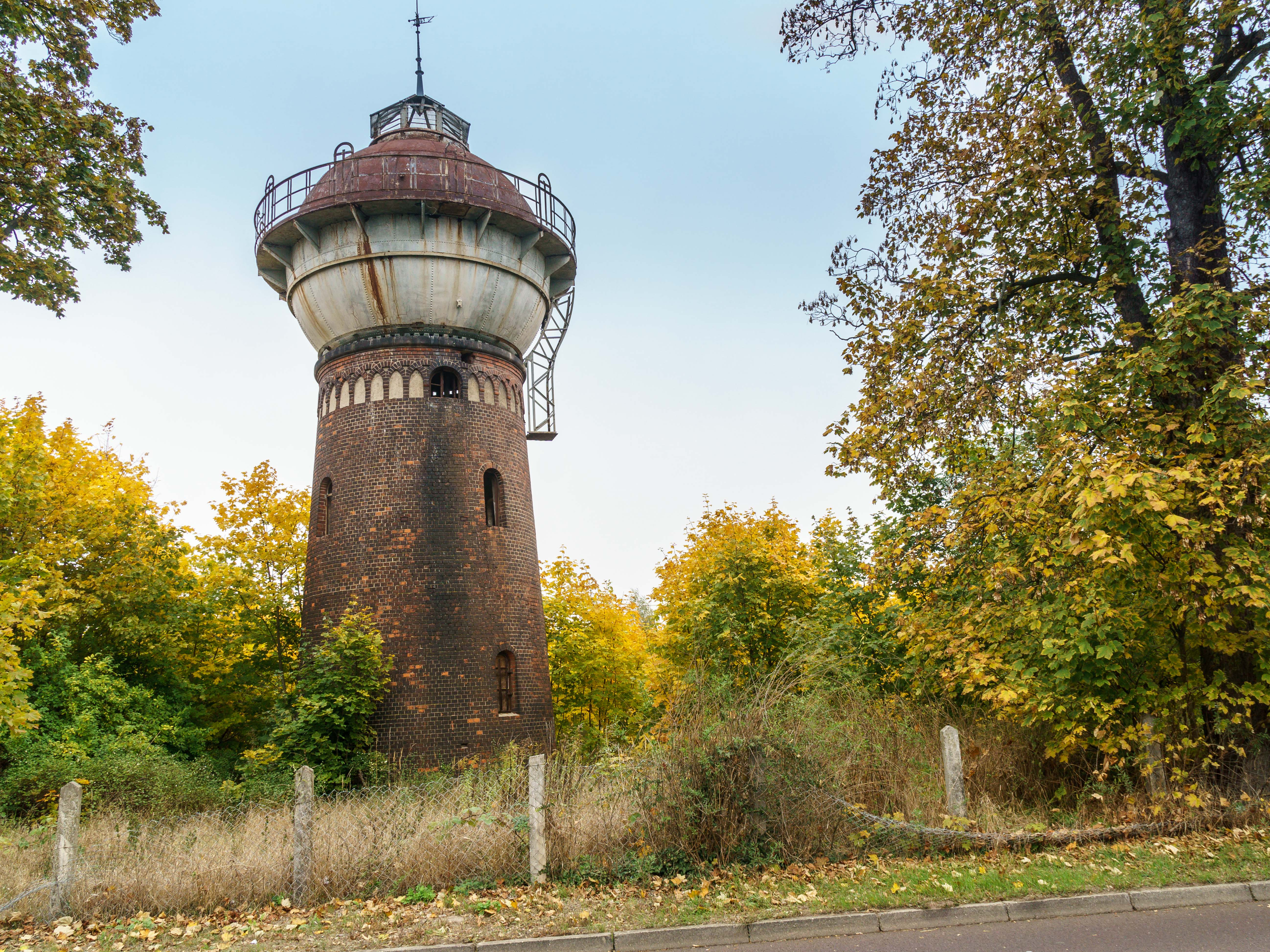
Blick von der Bebelstraße, 2016

Der Wasserturm am Bahnhof Genthin ist ein denkmalgeschützter Wasserturm in der Stadt Genthin in Sachsen-Anhalt.

## Lage
Der Turm befindet sich auf der Nordseite der Bebelstraße, südöstlich vom Bahnhof Genthin auf einem zur Bahn gehörenden Gelände.

## Geschichte und Gestaltung
Der Wasserturm entstand zwischen 1843 und 1846. Er diente der Wasserversorgung der Dampflokomotiven und Anlagen des Genthiner Bahnhofs.
Der Turmschaft ist als massiver Ziegelbau auf rundem Grundriss errichtet. Das unverputzte Gebäude ist im Stil der Neoromanik gestaltet. Der nach Norden weisende Eingang ist als Korbbogen gestaltet. Oberhalb des Eingangs befindet sich der Schriftzug GENTHIN. Im Schaft sind mehrere Rundbogenfenster angeordnet.
Der große genietete kugelförmige Wasserbehälter auf dem Turmschaft wird von einem etwa einen Meter breiten, mit einem Geländer versehenen Umlauf umgeben. Durch den Behälter führt eine Eisenleiter in einem runden Aufstiegsschacht. Bekrönt wird der Behälter von einem kleinen turmartigen Aufbau, auf dem sich eine Wetterfahne befindet. Ursprünglich bestand an der Außenseite des Turms eine Anzeige, die den Füllstand des Behälters anzeigte.
Befüllt wurde der Turm mittels starker Pumpen.
Der Turm ist nicht mehr in Betrieb. Aktuell (Stand 2022) ist er ungenutzt und sanierungsbedürftig.
Bereits in der Zeit der DDR wurde der Turm unter Denkmalschutz gestellt. Im örtlichen Denkmalverzeichnis ist der Wasserturm unter der Erfassungsnummer 094 86890 als Baudenkmal eingetragen.